# Ri Myong-guk
Ri Myong-guk (Pyongyang, 9 september 1986) is een Noord-Koreaans oud-voetballer. 
Hij speelde 15 wedstrijden in de WK-kwalificatie 2010 voor Noord-Korea en hield zijn doel schoon in de beslissende laatste kwalificatiewedstrijd tegen Saoedi-Arabië. Na de wedstrijd zei hij: Het voelde alsof ik de poort naar mijn moederland verdedigde. Ri was eerste doelman van Noord-Korea op het WK 2010. Hij speelde alle drie de groepswedstrijden mee. Hij speelde van 2007 tot 2019 in totaal 118 officiële wedstrijden voor de nationale ploeg, wat hem recordinternational maakt.
Zowel zijn vader als oom waren keepers van het Noord-Koreaans voetbalelftal.